# Calibrachoa thymifolia
Calibrachoa  thymifolia es una especie perteneciente a la familia de las solanáceas. Es endémica de Argentina y Brasil. Vive muy bien en terrenos secos y florece en primavera. 

## Taxonomía
Calibrachoa  thymifolia fue descrita por (A.St.-Hil.) Stehmann & Semir  y publicado en Novon 7(4): 419. 1997
Etimología
Calibrachoa: nombre genérico que fue otorgado en honor de Antonio de la Cal y Bracho, que fue un profesor de Farmacia mexicano.
thymifolia: epíteto latíno que significa "con las hojas de Thymus"
Sinonimia
- Fabiana thymifolia
- Petunia thymifolia (A.St.-Hil.) Sendtn.[4]